# Weißstirnklammeraffe
Der Weißstirnklammeraffe oder Goldstirnklammeraffe (Ateles belzebuth) ist eine Primatenart aus der Familie der Klammerschwanzaffen (Atelidae).

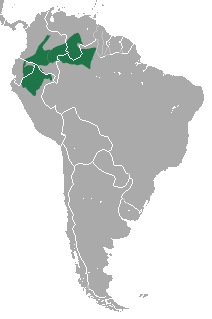
Verbreitungsgebiet

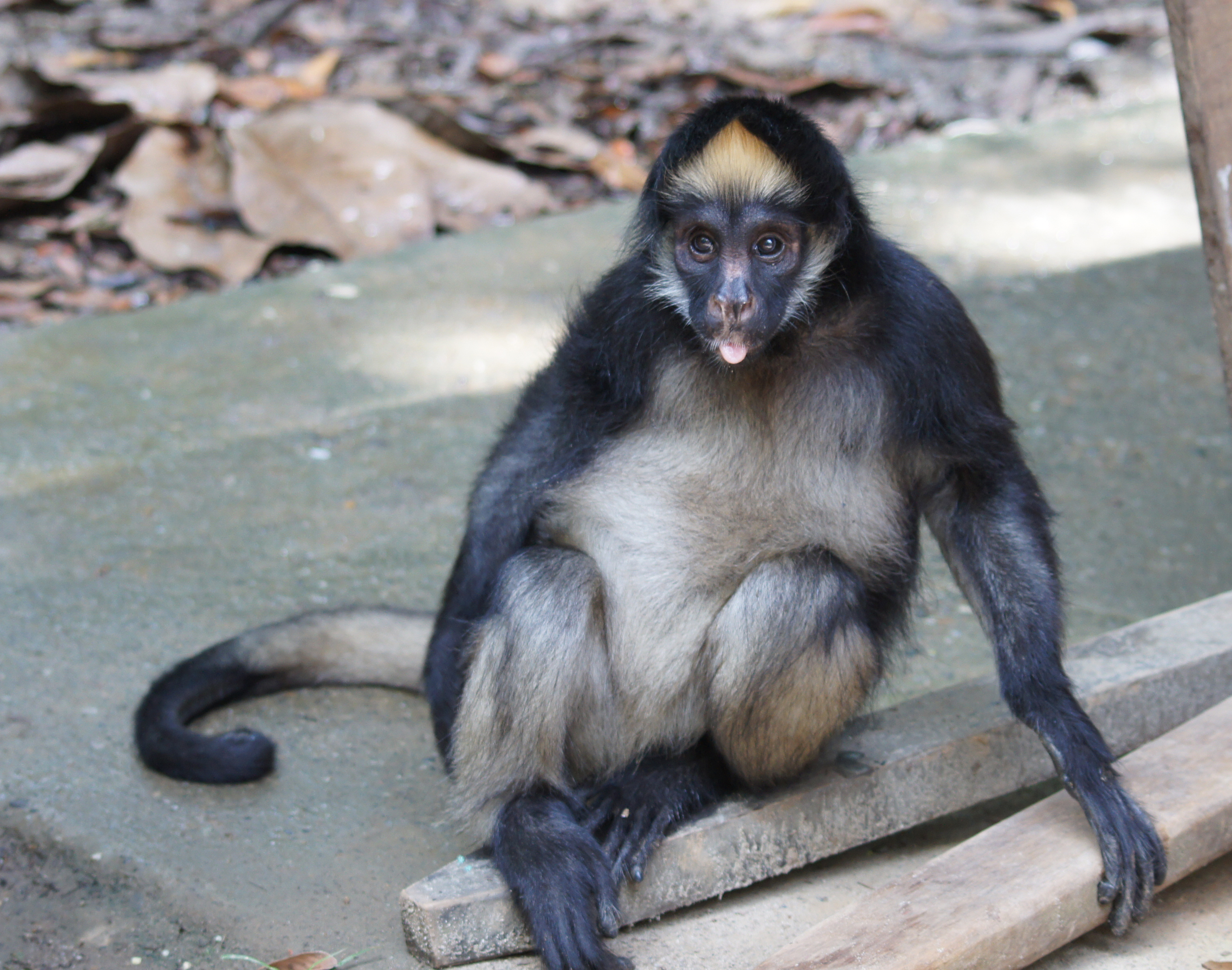

## Merkmale
Weißstirnklammeraffen sind wie alle Klammeraffen schlank gebaute Primaten. Die Gliedmaßen sind lang, die Daumen rückgebildet. Der ebenfalls sehr lange Schwanz ist als Greifschwanz ausgebildet, er ist an der Unterseite der Spitze unbehaart. Die Kopfrumpflänge beträgt 34 bis 58 Zentimeter, der Schwanz ist 61 bis 88 Zentimeter lang. Das Gewicht variiert zwischen 7 und 10 Kilogramm, wobei die Männchen etwas schwerer als die Weibchen werden. Das Fell ist schwarz oder braun, der Bauch und die Innenseite der Beine sind heller gefärbt. Bei nur rund einem Drittel der Tiere befindet sich der namensgebende, gelbbraune oder weiße, dreieckige Fleck auf der Stirn.

## Verbreitung und Lebensraum
Weißstirnklammeraffen leben im nordwestlichen Südamerika. Sie kommen im südlichen Venezuela, im südlichen Kolumbien, Ecuador, im nördlichen Peru sowie im Äußersten Nordwesten Brasiliens vor. Ihr Lebensraum sind tropische Wälder, sie leben sowohl im Flachland als auch in Gebirgswäldern bis 1800 Metern Seehöhe.

## Lebensweise und Ernährung
Weißstirnklammeraffen sind tagaktive Baumbewohner. Sie klettern schnell und geschickt durch das Geäst und setzen dabei den Greifschwanz ebenso ein wie die langen, flexiblen Gliedmaßen. Sie können auch längere Zeit nur an einer Gliedmaße oder am Schwanz hängen.
Sie leben in Gruppen zusammen. Die Gruppengröße und -zusammensetzung ist variabel und hängt auch vom Nahrungsangebot ab, meist sind es 20 bis 40 Tiere. Zur Nahrungssuche teilen sich große Gruppen oft in kleinere Untergruppen auf. Mit lauten Schreien verständigen sich die einzelnen Untergruppen untereinander, Schreie dienen auch dazu, andere Tiere auf das eigene Revier hinzuweisen. Die Streifgebiete umfassen 150 bis 250 Hektar.
Die Nahrung besteht vorwiegend aus reifen Früchten, in geringerem Ausmaß nehmen sie auch Blätter und anderes Pflanzenmaterial zu sich.

## Fortpflanzung
Die Paarung kann das ganze Jahr über erfolgen. Nach einer rund siebenmonatigen Tragzeit bringt das Weibchen ein einzelnes Jungtier zur Welt. Dieses wird nach rund einem Jahr entwöhnt und mit vier bis fünf Jahren geschlechtsreif. Die Fortpflanzungsrate ist niedrig, nur alle zwei bis vier Jahre kann ein Weibchen gebären.

## Gefährdung
Hauptbedrohungen für den Weißstirnklammeraffen sind die Jagd wegen seines Fleisches, die mancherorts zum lokalen Aussterben geführt hat, sowie die Zerstörung des Lebensraums durch Waldrodungen und Bergbau. Die IUCN listet die Art als stark gefährdet (endangered).